# Sostratos från Knidos
Sostratos från Knidos var en grekisk arkitekt och ingenjör som levde på 300- och 200-talet f.Kr. Han tros vara arkitekten bakom Fyrtornet på Faros i Alexandria, känt som ett av världens sju underverk.